# Quo Vadis (groupe)
Pour les articles homonymes, voir Quo vadis.
Quo Vadis est un groupe canadien de death metal technique, originaire de Montréal, au Québec. Le groupe compte cinq albums et un DVD, ainsi que plusieurs compilations. Ne pas confondre avec un autre groupe de death metal polonais, du même nom.

## Biographie

### Formation etQuo Vadis Demo(1992–1995)
Quo Vadis est formé en 1992 par les guitaristes et chanteurs Bart Frydrychowicz et Arie Itman, aux côtés du batteur Yanic Bercier. À l'origine, le groupe reprenait des chansons de Metallica et Megadeth. Cependant, avec le temps, le groupe commence à écrire des chansons originales qu'il joue en concert. En 1995, le groupe écrit plusieurs chansons et tente d'enregistrer une démo. Le bassiste Remy Beauchamp est recruté comme membre permanent après l'audition de 17 musiciens, aux côtés de la soprano Sebrina Lipari sur certaines chansons live. La démo Quo Vadis Demo est publiée en format cassette audio le 21 mars 1995 au label VomiT Productions et aide le groupe à se populariser dans la scène metal montréalaise.

### Forever...(1996–1998)
Au début de 1996, Quo Vadis revient en studio et enregistre son premier album studio avec Pierre Rémillard, qui avait déjà travaillé avec Cryptopsy, comme producteur. Le 10 avril 1996, Forever... est publié et bien accueilli par la presse spécialisée et le public menant à un contrat de distribution avec le label allemand Earth AD Records et le label polonais Immortal Records. Bart explique concernant l'album : « On a enregistré une démo publiée comme EP sur cassette l'année dernière. Les réactions ont été très positives. On essayait de trouver notre style à cette période, en expérimentant aux claviers et aux voix féminins [...] »

### Day into NightetPassage in Time(1999–2001)
Après leur signature à Hypnotic Records en 1999, Quo Vadis enregistre son deuxième album. Enregistré aux Victor Studios et une nouvelle fois produit par Quo Vadis et Pierre Rémillard, Day into Night est publié le 30 mai 2000 au Canada. Alors que la composition sur Forever crédite tous les membres, une majeure partie des chansons sur l'album Day Into Night sont en fait écrites et réalisées par Arie. Cependant, à cause de problèmes logistiques, l'album est publié en Europe en décembre. En soutien à l'album, une vidéo de Dysgenics est tournée. Remy commente concernant le tournage de la vidéo que : « C'était long! On a tourné la vidéo en deux jours. Ce n'est pas tellement plaisant de faire semblant de jouer pour les images, mais au final on s'en est bien sortis. Ce qui était drôle, c'était le montage et voir que ça prenait forme. On a fait une vidéo aux studios Music Plus en décembre, mais ce que les gens ont vu ce n'était pas la dernière version. On l'a beaucoup changé et ça rend mieux. » Day into Night se vend mieux que Forever... ; Bart explique que « les réactions ont été excellentes, pour donner un aperçu, on en a vendu plus en six mois que Forever... en deux ans. »
Le style musical de l'album est mieux noté comparé à Forever sachant que le chant féminin et le violon n'est plus. En 2001, Quo Vadis publie Passage in Time, une compilation chez Skyscraper Music. La compilation comprend l'intégralité de la démo Quo Vadis Demo, deux chansons live, deux remixes, une nouvelle chanson et la vidéo Dysgenics. Remy commente l'album, « ça faisait trois ans que la démo n'était plus disponible et beaucoup de fans en redemandaient alors on a décidé de faire quelque chose de spécial. »

### Changements de formation (2002-2003)
En 2002, Yanic Bercier emménage dans le Tennessee, aux États-Unis, pour son travail, mais reste au sein du groupe sans pour autant participer à une seule répétition après août 2002. Pour Bart : « Yanic est l'un des chums les plus solides que je connaisse... On se contacte tous les jours et il participe au groupe... Nos répétitions, on les fait pendant les concerts... Yanic a fait de sacrés efforts pour rester en contact, répéter, s'envoler pour jouer en concert, le mixage, le mastering, etc. »
Pendant la même année, le chanteur et guitariste Arie et le bassiste Remy quitte le groupe. D'après Bart, cette décision aurait été prise à cause de plusieurs facteurs ; « Je voulais recruter un chanteur il y a longtemps en 2001, et ce n'était pas possible à l'époque parce que certains de nos ex membres se seraient sentis inutiles. » Il ajoute « ...en 2002, on ne s'y attendait pas, un mois avant les enregistrements - et pour avoir écrit l'autre moitié de l'album en quatre semaines... si on avait fait aucun changement, on en serait venus au même point qu'aujourd'hui... »
Quo Vadis recrute alors le guitariste de Cryptopsy, Alex Auburn, pour le reste de l'année 2002 en remplacement d'Arie Will Seghers assistera à une prestation du groupe au Metropolis, leur première depuis le changement de formation. Près d'un an plus tard, il se joint brièvement au groupe, remplaçant Alex qui devait remplir ses obligations avec Cryptopsy. Plutôt que d'auditionner d'autres bassistes, Bart décide d'opter pour un artiste de renom. En 2003, Bart contacte Steve DiGiorgio par e-mail lui demandant s'il souhaitait participer à une session au Canada. Steve accepte et Bart lui envoie plus de détails sur le groupe et sa musique. Après sa tournée avec Testament, Steve rencontre Bart pour la première fois à l'Aéroport de Montréal.
Pour le chant, Quo Vadis recrute Stéphane Paré pour remplacer Arie. Cette nouvelle formation se complète après l'arrivée de Roxanne Constantin, ex-Negativa, aux claviers, soprano et alto.

### Defiant Imagination(2004)
Bien que publié le 4 novembre 2004, l'album Defiant Imagination est écrit bien avant sa sortie. En 2002, la structure des chansons est finalisée, les morceaux de batterie sont enregistrées en septembre 2002, et la basse en août 2003 aux Wildsound Studios avec Pierre Rémillard comme ingénieur-son. Les morceaux de violoncelle sont enregistrés en octobre 2003 par POJPOWJ. Les morceaux de guitare sont enregistrés sporadiquement entre septembre 2002 et janvier 2004, et les morceaux chorales et vocales en janvier 2004. Le titre de l'album devait être To the Bitter End car le groupe souhaitait « enregistrer, mixer, ou masteriser jusqu'à ce qu'on [sic] soit 100 % satisfaits et sans compromis. »

### Defiant IndoctrinationetLive in Montréal(2005-2007)
En 2005, Defiant Indoctrination, un triple DVD comprenant un concert à Montréal le 7 mai 2005, est publié. Produits par Bart et Roxy, les deux premiers DVD comprennent le concert, durant lesquels Defiant Imagination est joué dans son intégralité accompagné de chansons d'autres albums, et le troisième DVD comprend les sessions de batterie avec Yanic Bercier. Le mixage est réalisé par Jean-François Dagenais (Kataklysm, Misery Index) et Bart. Plusieurs musiciens y participent dont le violoncelliste québécois Claude Lamothe, Alex Auburn de Cryptopsy, et le bassiste Dominique « Forest » Lapointe d'Augury/Atheretic/Negativa.
Au début de 2006, William Seghers quitte le groupe pour se consacrer à Neuraxis et est remplacé par le guitariste Marc-André. En été 2006, Bart fait construire son propre studio d'enregistrement, le 40 West Studio, et commence à produire avec Roxanne. En novembre 2006, le forum officiel de Quo Vadis est lancé. En janvier 2007, Quo Vadis, aux côtés de Kataklysm, tourne en Europe pour la première fois. Le 12 mai 2007, Quo Vadis publie Live in Montréal, un album live comprenant les mroceaux audio du DVD Defiant Indoctrination (2005). En novembre 2007, Bart publie un ouvrage intitulé Defiant Imagination, sponsorisé par ENGL.

### Changements etBut Who Prays for Satan?(2008-2011)
Le 6 septembre 2008, Quo Vadis joue un concert au Medley de Montréal, durant lequel Stéphane Paré confirme le départ de Yanic, laissant Bart comme seul membre original du groupe. Bart semblerait dire que la distance a contribué au départ de Yanic.

## Membres

### Membres
- Matthew Sweeney - chant (2010–2011)
- Bart Frydrychowicz - guitare (1992–2011), chant (1992–2002)
- Marc-André Gingras - guitare (2008–2011)
- Roxanne Constantin - basse (2008–2011), claviers (2003–2008)
- Patrice Hamelin - batterie (2008–2011)

### Anciens membres
- Arie Itman - guitare, chant, violon (1992–2002)
- Yanic Bercier - batterie, chant (1992–2008)
- Remy Beauchamp - basse (1995–2002)
- Stéphane Paré - chant (2003–2008)
- Trevor Birnie - chant (2008–2009)
- Daniel Mongrain - guitare

### Membres invités et en session
- Claude Picard - claviers (1999)
- Alex Auburn - guitare (2002, 2005)
- Steve DiGiorgio - basse (2003)
- Dominique « Forest » Lapointe - basse (2004–2008)
- Sebrina Lipari - chant
- William Seghers - guitare (2003–2008)

## Discographie
- 1995 : Quo Vadis Demo
- 1995 : Forever...
- 2000 : Day into Night
- 2001 : Passage in Time
- 2004 : Defiant Imagination
- 2005 : Defiant Indoctrination (DVD)
- 2007 : Live in Montreal (album live)